# The Atlantic Collection
The Atlantic Collection è un album raccolta del duo Hall & Oates, pubblicato nel 1996.
L'album contiene anche una traccia inedita, Past Time Behind.

## Tracce
1. Goodnight and Goodmorning - 3:18
2. I'm Sorry - 3:06
3. Fall in Philadelphia - 4:00
4. Waterwheel - 3:55
5. Lilly (Are You Happy) - 4:12
6. Past Times Behind * (John Oates) - 3:07
7. When the Morning Comes - 3:13
8. Had I Known You Better Then - 3:25
9. Las Vegas Turnaround (The Stewardess Song) - 2:58
10. She's Gone - 5:16
11. I'm Just a Kid (Don't Make Me Feel Like a Man) - 3:19
12. Abandoned Luncheonette - 3:56
13. Lady Rain - 4:26
14. Laughing Boy - 3:30
15. It's Uncanny - 3:43
16. I Want to Know You for a Long Time - 3:20
17. Can't Stop the Music (He Played It Much Too Long) - 2:48
18. Is It a Star - 4:47
19. Beanie G and the Rose Tattoo - 3:02
20. You're Much Too Soon - 4:09
21. 70's Scenario - 4:02

* = inedita